# Partido Nacional Democrático (Egipto)
El Partido Nacional Democrático (PND) (en árabe: الحزب الوطنى الديمقراطى Al-Ḥizb Al-Waṭaniy Ad-Dīmūqrāṭiy) fue un partido político de Egipto fundado en 1978 por el entonces presidente Anwar el-Sadat, quien lideró el partido hasta su asesinato en 1981. Después del asesinato de Sadat, el PND fue liderado por el expresidente Hosni Mubarak. El PND ejerció durante su larga existencia el poder en la política estatal, por lo que fue considerado un partido único de facto dentro de un nominal multipartidismo desde su creación hasta su disolución.
Ideológicamente, el partido era centrista, pero con tintes autoritarios. Fue miembro pleno de la Internacional Socialista desde 1989 hasta el 1 de febrero de 2011, fecha en la que fue expulsado tras las Protestas en Egipto de 2011. Diez días después, el 11 de febrero, se vio desbancado del poder tras la renuncia de Mubarak y la toma del poder por parte del Consejo Supremo de las Fuerzas Armadas, liderado por Mohamed Hussein Tantawi. El sobrino de Anwar el Sadat, Talaat Sadat, asumió el liderazgo del partido tras la renuncia del presidente. El 16 de abril de ese mismo año, sin embargo, el máximo tribunal administrativo egipcio ordenó su disolución, y sus activos fueron transferidos al estado.

## Historial electoral

### Elecciones presidenciales
|  | 98.5 % |

|  | 97.1 % |

|  | 97.9 % |

|  | 93.8 % |

|  | 88.6 % |

### Cámara de Representantes
| Año  | Votos     | %    | Escaños |
| ---- | --------- | ---- | ------- |
| 1984 | 3 756 359 | 72,9 | 390/458 |
| 1987 | 4 751 758 | 69,9 | 346/458 |
| 1990 |           |      | 348/454 |
| 1995 |           |      | 318/454 |
| 2000 |           |      | 353/454 |
| 2005 |           |      | 311/454 |
| 2010 |           |      | 420/518 |